# Кінематограф Сербії
Кінематограф Сербії — галузь культури та один із видів художнього мистецтва, пов'язаний із виробництвом, розповсюдженням і демонструванням фільмів у Сербії та сербськими режисерами за кордоном, а також економічні взаємовідосини, пов'язані з процесом виробництва і прокатом знятих карти. Кінематограф Сербії вирізняє особливий національний стиль і спосіб подачі матеріалу.
Сербія (як незалежна країна так і у складі Югославії) була домом для багатьох всесвітньо відомих фільмів і режисерів.

## Актори
Одними з найвідоміших сербських акторів є:
- Раде Шербеджия
- Неда Арнерич
- Міра Баняц
- Предраг Бєлац
- Саша Александер
- Міодраг Радонич
- Мілош Бикович
- Гойко Мітич